# جردى صومالية
جردى صومالية (الاسم العلمي:Ochradenus somalensis) هي نوع غير مؤكد من النباتات يتبع جنس الجردى من الفصيلة البليحائية.